# Llista d'alcaldes de Campins
Llista d'alcaldes de Campins:
- Salvador Vellvehí i Arenas (1901 - 1905)
- Josep Perapoch i Masó (1906 - 1913)
- Salvador Pascual i Cañellas (1914 - 1920)
- Josep Vellvehí i Pla (1920 - 1924)
- Ambròs Claramunt i Bros (1924 - 1930)
- Francesc Vandrell i Pons (1930 - 1930)
- Salvador Pascual i Cañellas (1930 - 1931)
- Josep Masó i Masó (1931 - 1932)
- Segimon Vellvehí i Pla (1932 - 1933)
- Miquel Durbau i Riera (1933 - 1934)
- Joan Cruells i Font (1934 - 1936)
- Josep Vellvehí i Pla (1936 - 1937)
- Segimon Vellvehí i Pla (1937 - 1939)
- Josep Catarineu i Camps (1939 - 1942)
- Martí Muntasell i Jubany (1942 - 1943)
- Joan Cruells i Font (1943 - 1944)
- Julià Puig i Jubany (1944 - 1944)
- Josep Clopés i Roig (1944 - 1950)
- Julià Puig i Jubany (1950 - 1953)
- Joan Cruells i Font (1953 - 1956)
- Florenci Masó i Fàbregas (1956 - 1960)
- Josep Pascual i Perapoch (1960 - 1964)
- Josep Cullell i Abril (1964 - 1979)
- Ramon Barnola i Cruells (1979 - 1983)
- Josep Vellvehí i Deulofeu (1983 - 1991)
- Jaume Bosacoma i Cortada (1991 - 1995)
- Miquel Barnola i Catarineu (1995 - 2011)
- Andreu Tohà Brunet (2011 - 2015)
- Joan Lacruz (2015 - 2019)
- Maria Inmaculada Font Micola (2019-  )